# Elisa Gasparin
Elisa Gasparin (Samedan, 2 de diciembre de 1991) es una deportista suiza que compite en biatlón. Sus hermanas Selina y Aita compiten en el mismo deporte.
Ganó una medalla de bronce en el Campeonato Europeo de Biatlón de 2022, en el relevo mixto. Participó en dos Juegos Olímpicos de Invierno, ocupando el octavo lugar en Sochi 2014 y el sexto en Pyeongchang 2018, en la prueba de relevo.

## Palmarés internacional
| Campeonato Europeo | Campeonato Europeo | Campeonato Europeo | Campeonato Europeo |
| Año                | Lugar              | Medalla            | Prueba             |
| ------------------ | ------------------ | ------------------ | ------------------ |
| 2022               | Arber (Alemania)   | Medalla de bronce  | Relevo mixto       |